# Полія
Полія (італ. Polia, сиц. Pulia) — муніципалітет в Італії, у регіоні Калабрія,  провінція Вібо-Валентія.
Полія розміщена на відстані близько 480 км на південний схід від Риму, 30 км на південний захід від Катандзаро, 23 км на північний схід від Вібо-Валентії.
Населення — 1026 осіб (2014).
Щорічний фестиваль відбувається 13 липня. Покровитель — Sant'Enrico.

## Демографія
Населення за роками:

Станом на 1 січня 2023 року в муніципалітеті офіційно проживало 26 іноземців з 4 країн, серед них 24 громадяни країн Євросоюзу.

## Сусідні муніципалітети
- Ченаді
- Кортале
- Філадельфія
- Франкавілла-Анджитола
- Якурсо
- Маєрато
- Монтероссо-Калабро
- Сан-Віто-сулло-Йоніо